# マルコン電子
マルコン電子株式会社（マルコンでんし）は、東芝系列の電子部品メーカーとしてアルミ電解コンデンサやフィルムコンデンサ、バリスタなどを製造・販売していた企業。
現在は日本ケミコンに吸収合併されている。
東芝の前身である東京電気株式会社が山形工場として計画。東京芝浦電気 長井工場として創業。
最盛期には長井市の製造業として一大企業であった。

## 沿革
- 1941年（昭和16年）11月 - 東京芝浦電気株式会社 マツダ支社長井工場設立[2]。
- 1950年（昭和25年）2月 - 過度経済力集中排除法により東京芝浦電気が分離され、東京電器株式会社 長井工場となる。
- 1970年（昭和45年）6月 - マルコン電子株式会社に商号変更。
- 1995年（平成7年）4月 - 日本ケミコンにより吸収合併（合併直前まで東芝がマルコン電子株式の94.3%を保有）。